# V2 (raket)

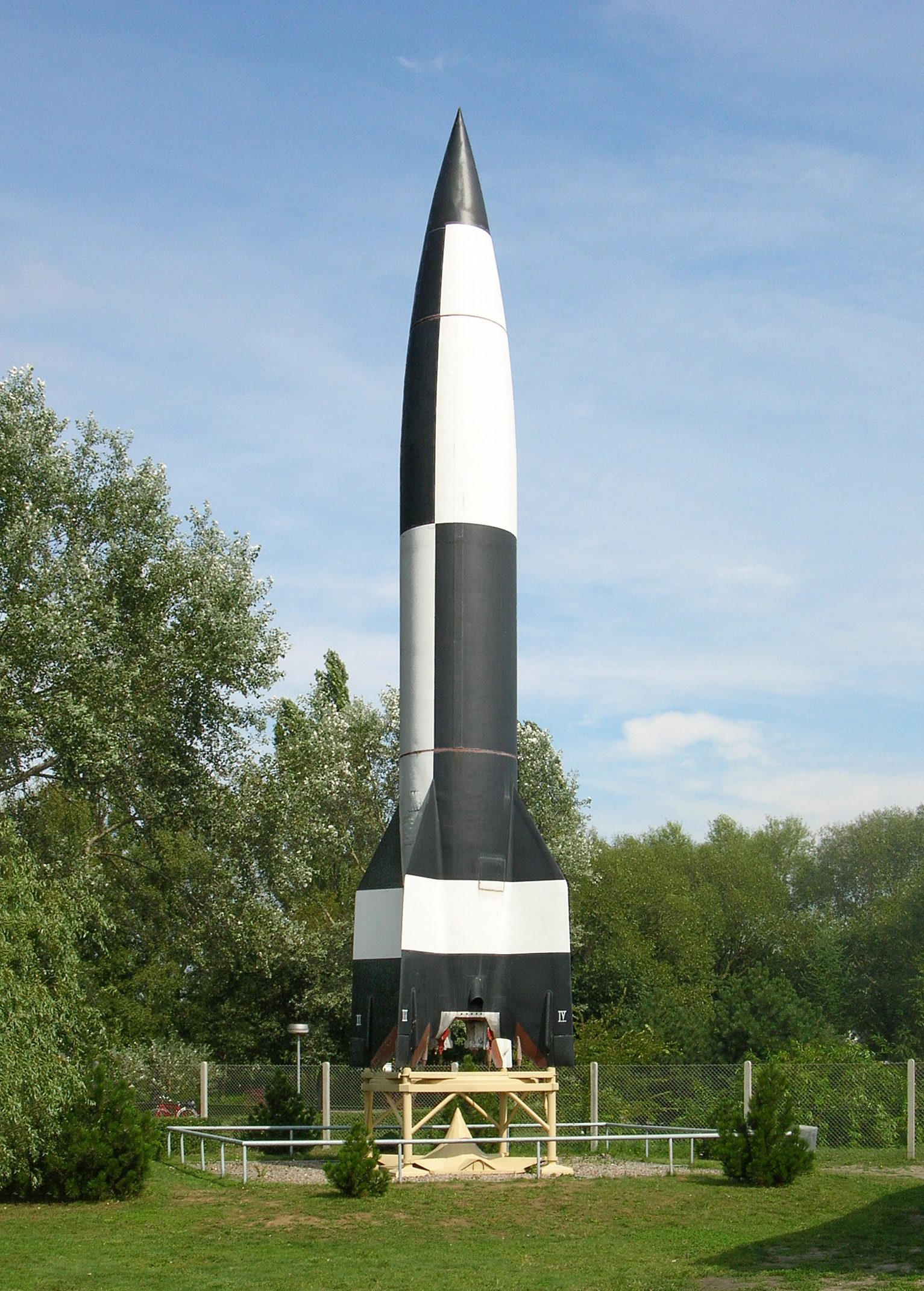
Museumreplica van een V2 in Peenemünde

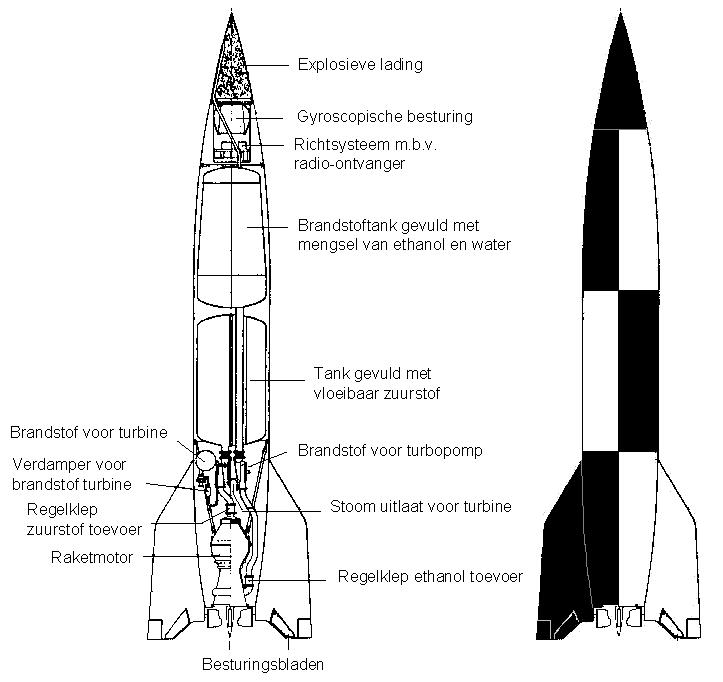
Opengewerkte tekening van een V2

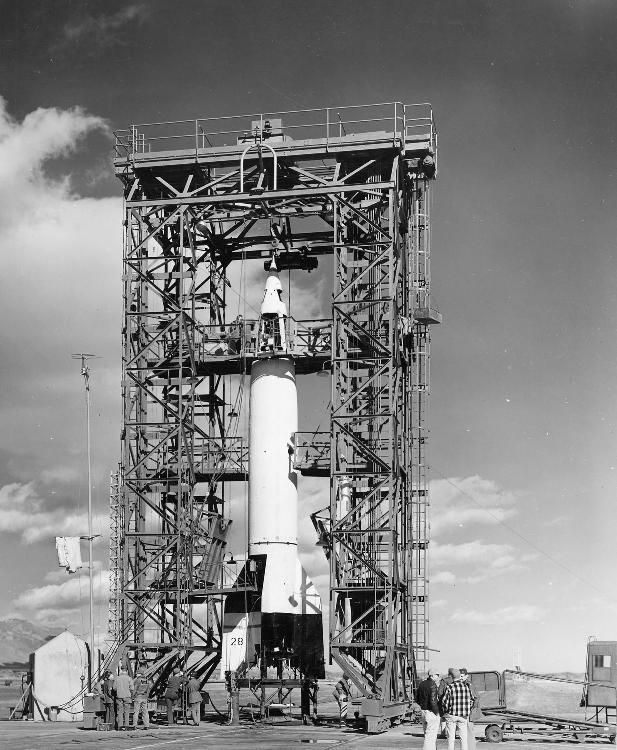
V2 opgesteld in een lanceerinstallatie in het White Sands Missile Museum in New Mexico

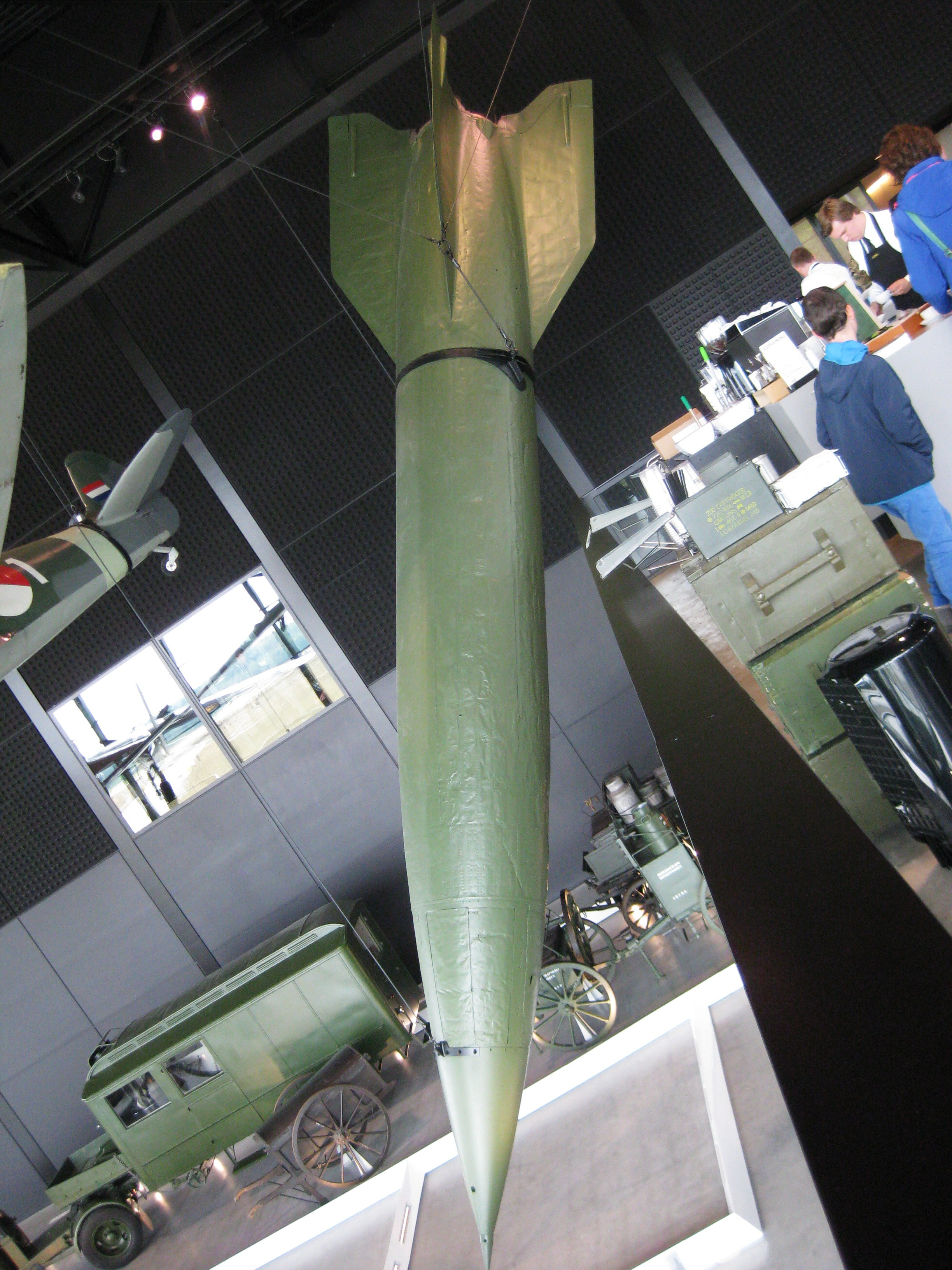
V2 in het Nationaal Militair Museum in Soest

De V2 (Vergeltungswaffe 2), oorspronkelijk Aggregat 4 (A4) geheten, was de eerste onbemande geleide ballistische raket. Het door de nazi's gefabriceerde wapentuig was de opvolger van de V1, een geleid onbemand vliegtuig. Het doodde volgens een documentaire van de BBC tot 9000 burgers en geallieerde militairen. Bij de productie ervan zijn 12.000 dwangarbeiders omgekomen. De ontwerper was Wernher von Braun, die na de oorlog de rakettechnologie naar de VS bracht.
De raket werd voor het eerst ingezet op 8 september 1944: vanuit Wassenaar (Lijsterlaan hoek Konijnenlaan) werd Londen bestookt. Die stad kreeg na Antwerpen veruit de meeste V2's te verwerken. Het V2-offensief duurde van september 1944 tot en met maart 1945. In deze periode werden meer dan 3000 raketten gelanceerd. Het gebied direct rond Londen werd door meer dan 500 V2’s getroffen en enkele honderden kwamen verder weg neer. Er vielen ook V2’s op Ipswich en Norwich in Engeland en op door de geallieerden bevrijde delen van België, Frankrijk, Nederland en ten slotte zelfs op Duitsland.
Een V2 bereikte een maximale hoogte van 83 tot 93 km en had een bereik tussen 321 en 362 km. De laatste versies hadden een bereik van 450 km. De springkop, bestaande uit het sterk explosieve Amatol Fp60/40, had een massa van 738 kg. Vlak voor het afslaan van de raketmotor had een V2 nog 4040 kg massa. De raket startte bij 1 g en bereikte 8 g bij het afslaan van de motor. Zij viel omlaag met 3600 km/h en sloeg in met drie keer de snelheid van het geluid. Als brandstof voor de hoofdmotor fungeerden ethanol en vloeibare zuurstof. De brandstofpompen liepen op waterstofperoxide (T-Stoff), met natriumpermanganaat (Z-stoff) als katalysator. De raket werd verticaal gelanceerd. De lanceerinstallaties waren, anders dan die van de V1, mobiel en makkelijk verplaatsbaar. De geallieerden konden slechts met grote moeite afweermethoden ontwikkelen tegen de V2, die overigens vrij onnauwkeurig was.
De raketten werden in werkplaatsen in gevangenkampen in elkaar gezet. Een V2 kostte tien keer zo veel als een V1. Met zo'n 13.000 werkuren werden er in 1944 toch 700 per maand gemaakt.

## Aandrijving
De brandstof voor de hoofdmotor bestond uit een mengsel van 75% ethylalcohol en 25% water en vloeibare zuurstof. Het systeem leverde circa 24 947 kg stuwdruk bij de start, wat opliep tot 72 574 kg bij maximale snelheid. De raketmotor brandde circa 70 seconden en de V2 ontwikkelde een topsnelheid van 1341 m/s (4828 km/h). Het water in de brandstof was bedoeld om te hoge temperaturen in de motor te voorkomen.
Bij de V2-raketmotor werden voor het eerst succesvol grote hoeveelheden brandstof en vloeibare zuurstof (LOX, liquid oxidizer) naar de verbrandingskamer gebracht. Dit ging door middel van door een stoomturbine aangedreven en gecombineerde brandstof- en LOXpomp. Deze turbopomp draaide aan 5000 toeren per minuut en liep op waterstofperoxide (80%); hiervan zat 130 liter in een kleine tank. De vloeistof werd uit de tank gedrukt door samengeperste stikstof uit drukflessen. Het door de hoge concentratie gevaarlijke waterstofperoxide werd in een reactorvat met natriumpermanganaat gereduceerd tot zuurstof en stoom onder hoge druk (600 bar) wat de turbopomp aandreef. Het versterkte frame was een van de sleutelcomponenten uit het motorontwerp. Het kon 25 ton stuwkracht aan en was toch extreem licht ontworpen.

## Geleiding
De raketgeleiding verliep via een geavanceerd gyroscopisch systeem met een analoge computer dat stuursignalen naar de aerodynamische stuurvinnen en vanen in de uitlaat van de verbrandingskamer stuurde. Dit ging wel ten koste van 17% van het motorvermogen. De raket kon vanaf de grond worden gestuurd door de Leitstrahlstellung; een plaats van waaruit tijdens de vlucht een elektronische leidstraal op de raket was gericht.
Slechts 25% van de V2’s werd geleid door de Leitstrahlstellung; voor het merendeel werd een grove mechanische instelling gebruikt. Gelanceerd tegen doelen op maximale reikwijdte, was de afwijking tussen doel en inslagpunt circa 7–17 km. Hiermee was het wapen slechts inzetbaar tegen grote dichtbevolkte gebieden. Bij kortere reikwijdten werd de nauwkeurigheid aanmerkelijk beter.

## Inzet
Voor de lancering van V2’s naar Engeland vanuit vaste lanceerplaatsen werden in 1943 en 1944 in Noord-Frankrijk enorme bunkers gebouwd. Hiervoor gebruikte men 40.000 krijgsgevangenen en dwangarbeiders. Zesduizend van hen begonnen in het Forêt d'Éperlecques (gemeente Éperlecques), gelegen vlak bij de stad Sint-Omaars, waar de uitgraving begon voor het Blockhaus van Éperlecques en de rest in het dorp Helfaut, gelegen vlak bij Wizernes, met de bouw van de raketlanceerbasis La Coupole. Een andere V2-lanceerbunker stond bij het dorp Sottevast vlak bij Cherbourg. Omdat deze plaatsen in 1944 door de geallieerden werden veroverd voordat de raketten operationeel werden, zijn daarvandaan nooit V2’s afgevuurd.
Men ging daarop snel over tot het formeren van mobiele lanceereenheden volgens een simpel concept. Een lanceereenheid bestond uit circa 30 voertuigen. Hieronder waren een transporttrailer, een mobiele kraan, een lanceertrailer, tankvoertuigen en commandovoertuigen. De raketten zelf werden met de brandstoffen per spoor op bepaalde punten afgeleverd. De springladingen kwamen per vrachtwagen.
Speciaal transportpersoneel bracht de ladingen en onderdelen naar in het veld gelegen opslagplaatsen, vanwaaruit een aantal lanceerplaatsen werd bevoorraad. Een veldopslag kon circa 30 raketten bevatten, die door technisch personeel werden onderhouden.
De lanceereenheid ontmoette de technische eenheid altijd op een afgesproken punt voor de overdracht van de kant en klare raket zonder brandstof. De raket werd dan met een grote mobiele kraan van de zogeheten Vidalwagen op de Meillerwagen gezet. Deze procedure vond meestal in een bos of park plaats om zo veel mogelijk camouflage te hebben tegen de geallieerde jachtvliegtuigen.
Daarna reed de lanceereenheid naar de lanceerplaats; de Meillerwagen zette de V2 verticaal op de afvuurring, tests werden gehouden, de raket werd uitgelijnd en van brandstof voorzien, de gyroscopen werden afgesteld en alles werd op scherp gezet. Na het overeind zetten van de raket duurde het gereedmaken nog een kleine 90 minuten.
De beste afvuurplekken waren plaatsen met veel camouflage en een stevige vlakke ondergrond voor de afvuurring. Vaak werden hiervoor gewone wegen gebruikt. Open plekken of pleinen in een park waren ideaal; ze boden niet alleen goede camouflage maar ook bescherming tegen plotselinge windvlagen waar de V2 tijdens zijn langzame start zeer gevoelig voor was. De afvuureenheid werkte het liefst in de avondschemering en had de omgeving binnen 30 minuten na de lancering weer verlaten zodat ze nooit door vijandelijke jagers verrast werd. Per lancering bracht ze een gedetailleerd rapport uit. Na de oorlog bleek dat de geallieerden er nooit achter zijn gekomen hoe deze V2-afvuureenheden werkten.
Vóór de lancering woog een lege V2 4539 kg. Eenmaal gevuld en op een druk van 200 bar gebracht, woog hij 12 700 kg. Elektrische bekabeling werd aangesloten en de gyroscopen werden gestart met 28 volt en 60 ampère gelijkstroom. Tot 32 bar samengeperste stikstof spoot waterstofperoxide en natriumpermanganaat in de 430 kW (580pk)-turbine die hierdoor met 63 Hz (3800 omwentelingen per minuut) ging draaien. De turbine dreef twee pompen aan, die de ethylalcohol met een druk van 23 bar via 1224 inspuitopeningen (58 kg/s) en vloeibare zuurstof met een druk van 17,5 bar (72 kg/s) via 2160 inspuitopeningen in de verbrandingskamer perste. De brandstof werd ontstoken en bereikte een temperatuur van 2500 °Celsius bij 15 bar druk. Dit was niet genoeg voor een lancering; na een controle of de motor goed werkte werd de verbrandingssnelheid verhoogd en vervolgens werden de lanceerkabels elektromagnetisch verbroken.

## Lanceerprocedure

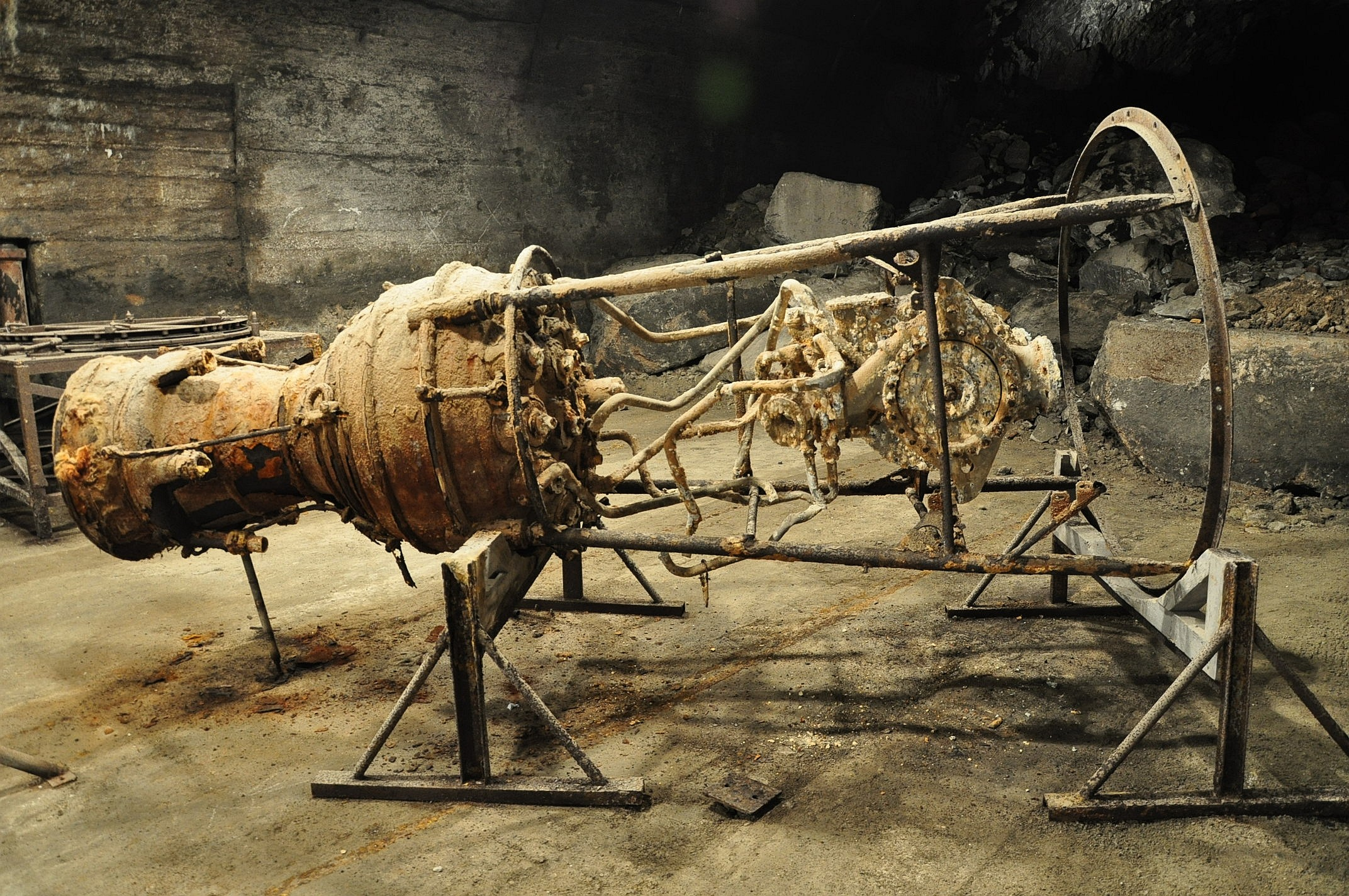
Een roestige V2-raketmotor in de ondergrondse productiefaciliteiten van het concentratiekamp Mittelbau-Dora in Nordhausen (Thüringen). Vanaf januari 1944 werden hier V1's en V2's geproduceerd door dwangarbeiders in enorme tunnelsystemen met een totale lengte van ca. 20 km.

Na het overdragen van de raket aan de afvuureenheid werden de volgende acties uitgevoerd:
- De afvuureenheid bracht de afvuurtafel op de lanceerplek.
- De poten onder de Pfaff-afvuurtafel werden omlaag geschroefd en afgesteld. De sleepdolly werd verwijderd. Het waterpas werd uitgelijnd en de Meillerwagen ging achterwaarts naar de afvuurtafel.
- De stempels werden uitgezet om de Meillerwagen te steunen als de raket werd opgetakeld. Een Volkswagenmotor dreef twee hydraulische steunen aan die door een man op de Meillerwagen werden bediend om de raket verticaal te krijgen. De Meillerwagen ging dan 96 cm achteruit nadat de V2 op de afvuurtafel was gezet. Naast de raket stond de mast met kabels naar de Feuerleitpanzer-lanceerwagen en de Steyr-generatorwagen; deze werden aangesloten.
- De brandstofvulploeg kwam op; meestal met een Hanomag die een trailer met alcoholtank trok, een Opel Blitz-alcoholtanker met een pomp, een Hanomag die de trailer met vloeibare zuurstof trok, en een Opel Blitz-tanker met T-stoff (waterstofperoxide). Op de lanceerplek was de uitlijnploeg dan al druk bezig om te controleren of alles waterpas stond. De beschermende kappen werden van de venturi in de verbrandingskamer gehaald.
- De kwetsbare koolstofgrafietstraalroeren werden zorgvuldig vastgezet en het laden van de brandstof begon met het tanken van de alcohol. De Meillerwagen-arm droeg de slangen die van de tanker naar de top van de brandstoftanks liepen. De trailerpomp werkte circa 10 minuten voor het vullen van de alcohol. Daarna werd de tanker met vloeibare zuurstof aan de andere kant van de raket gezet. Het vullen van de zuurstof werd altijd binnen een uur voor de lancering gedaan om te voorkomen dat de regelkleppen in de V2-brandstofpomp bevroren.
- Tijdens het vullen van de vloeibare zuurstof in de raket werd waterstofperoxide met de hand in een speciale container op de Meillerwagen gepompt. Deze liet men daarna gewoon in de tank met vloeibare zuurstof leeglopen. Een technicus klom daarna naar het midden van de raket en regelde de druk van de 8 ton toegevoegde brandstof. Vervolgens werd de Z-stoff (natriumpermanganaat) uit zijn verwarmingselement gehaald en in de raket gegoten (dit moest zo laat mogelijk gebeuren om een maximale reactie met de waterstofperoxide te krijgen om de turbine aan te drijven). Hiermee was het aftanken van de V2 gereed; de vrachtwagens werden weggereden.
- De ontstekerpatroon werd in de verbrandingskamer gemonteerd en de raket werd vanaf het platform met behulp van een vizier gericht; de arm van de Meillerwagen werd neergehaald en de Meillerwagen verliet het terrein.
- De leden van de afvuureenheid zochten dekking in vooraf gemaakte loopgraven. De Feuerleitpanzer (Sd.Kfz.7/3 lanceerwagen) stond 100–150 m van de raket af en de lanceerofficier en hulp gingen naar binnen. Begonnen werd met de vraag "Steuerung klar?". "Steuerung klar!" was het antwoord. De lanceerofficier riep dan "X1!" (lancering binnen 1 minuut).
- De officier stapte op een krukje in de Feuerleitpanzer. Hij kon de lanceerplek overzien door pantserglas. "Schlüssel auf Schießen", werd het bevel. "Ist auf Schießen, Klarlampe leuchtet!", werd het antwoord van de man achter de voortstuwingscontrole. De brandstof werd ontstoken en begon door de zwaartekracht vanzelf te lopen en te verbranden met 1,5 tot 2,5 ton stuwkracht.
- Hierna kwam het commando "Hauptstufe". De man aan de voortstuwingscontrole drukte op de knop en de brandstofpompen en stoomturbine traden in werking. De raket steeg recht omhoog op en draaide naar zijn doel. Na 30 seconden brak hij door de geluidsbarrière.

## Gebruik in de Tweede Wereldoorlog

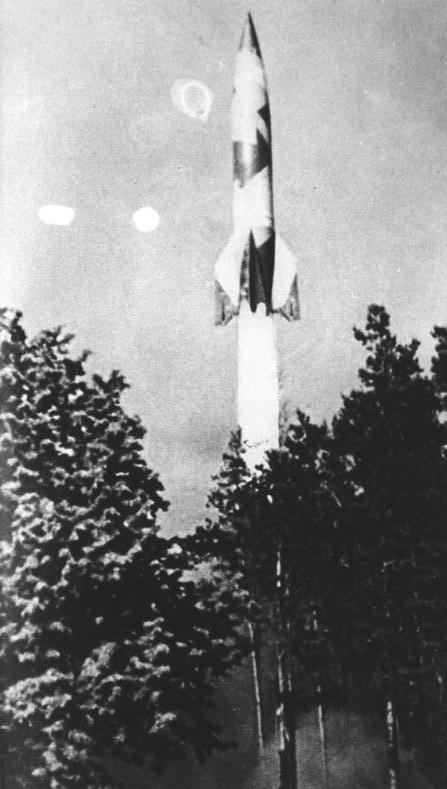
V2 na de start (mogelijk in Wassenaar)

De eerste operationele V2-raket werd in september 1944 vanuit Wassenaar afgevuurd. In België sloeg de eerste nog niet goed afgestelde V2 in op 7 oktober 1944 te Sint-Lenaarts op zo'n 30 kilometer ten noordoosten van Antwerpen. Er vielen in Engeland ruim 2700 doden door meer dan 1100 V2-raketten, grotendeels vanuit Den Haag afgevuurd. In totaal zijn er ongeveer 10.000 gebouwd, waarvan er 3172 zijn afgevuurd op de volgende doelwitten:

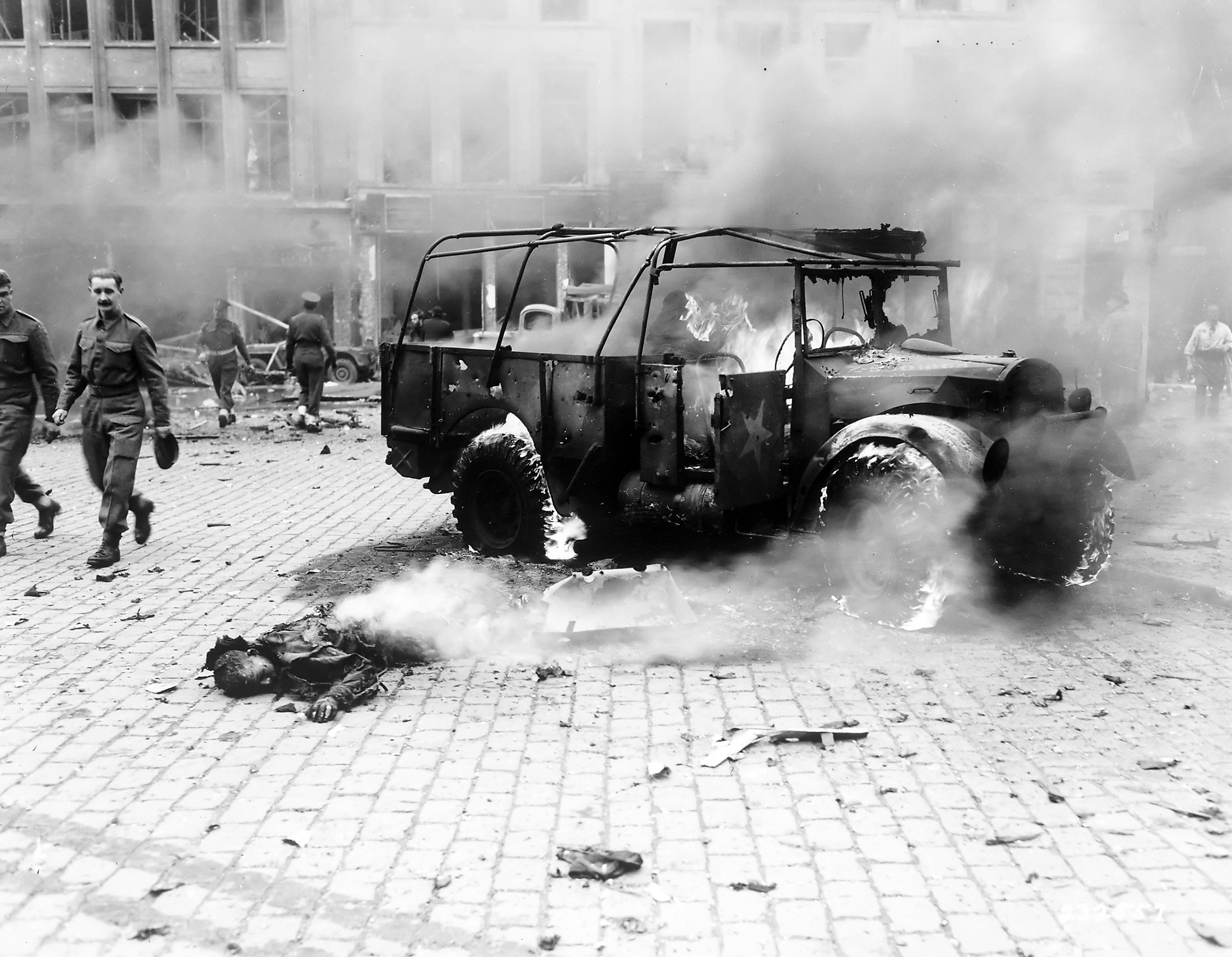
Een slachtoffer van een V2-inslag op Antwerps kruispunt (27 november 1944)

Kaart met de inslagen van V1's en V2's in het arrondissement Antwerpen

- België: 1664 (1610 op Antwerpen, 27 op Luik, 13 op Hasselt, 9 op Doornik, 3 op Bergen, 2 op Diest)
- Verenigd Koninkrijk: 1402 (1358 op Londen, 43 op Norwich, 1 op Ipswich)
- Frankrijk: 76 (25 op Rijsel, 22 op Parijs, 19 op Tourcoing, 6 op Arras, 4 op Cambrai)
- Nederland: 19 (op Maastricht)
- Duitsland: 11 (op Remagen)

De dodelijkste V2-inslag uit de geschiedenis gebeurde op 16 december 1944 toen een raket neerstortte op de Cinema Rex in Antwerpen. Er waren 567 doden en 291 gewonden.
Ook op onder andere het kasteel Savelkoul in Mortsel, in de provincie Antwerpen, werd er een V2 gegooid. Het kasteel was eerder tijdens de oorlog al verwoest door een brand waardoor er geen slachtoffers vielen.
In Rijswijk (Zuid-Holland) werd op 27 oktober 1944 het katholieke jongensinternaat van de Kruisvaarders van Sint-Jan vernietigd bij de mislukte lancering van een V2 die werd gelanceerd vanaf een mobiele lanceerinrichting in het Rijswijkse bos. Er kwamen vijf broeders, zeven jongens en twee bezoekers om het leven.
De raketten werden grotendeels gefabriceerd door dwangarbeiders in de Duitse ondergrondse fabriek Mittelbau-Dora bij Nordhausen, waar ook de V1 en de Wasserfall zijn gefabriceerd.
Von Braun gaf jaren na de oorlog toe dat het ontwerpteam, ook na controle van alle berekeningen, in eerste instantie allerminst overtuigd was van de luchtwaardigheid van de V2. Op het 4e Astronautical Congress te Zürich in 1953 sprak hij: "...we vroegen ons af of dit grote prototypemodel werkelijk in staat was om te doen wat onze berekeningen aangaven: opstijgen en een snelheid van vijfmaal het geluid bereiken. In die tijd zaten we met een boel nog onbeantwoorde vragen. Niemand wist zeker, of de V2 wel stabiel bleef bij deze snelheden zonder te gaan tuimelen. We wisten toen zó weinig over supersone luchtstromingen dat we vreesden dat de dunne rakethuid als een stuk papier van de V2 zou worden afgerukt...".
Hitler had, door de moeizame vooruitgang en vele mislukkingen, eveneens grote bedenkingen tegen het hele programma en blies het daarom af. Hierop reisde Von Braun zelf spoorslags af naar de Führer om hem op andere gedachten te brengen. Hij toonde hem een in allerijl gemonteerde film, waarop Hitler alsnog besloot met de V2 door te gaan.

## Naoorlogs gebruik van de V2

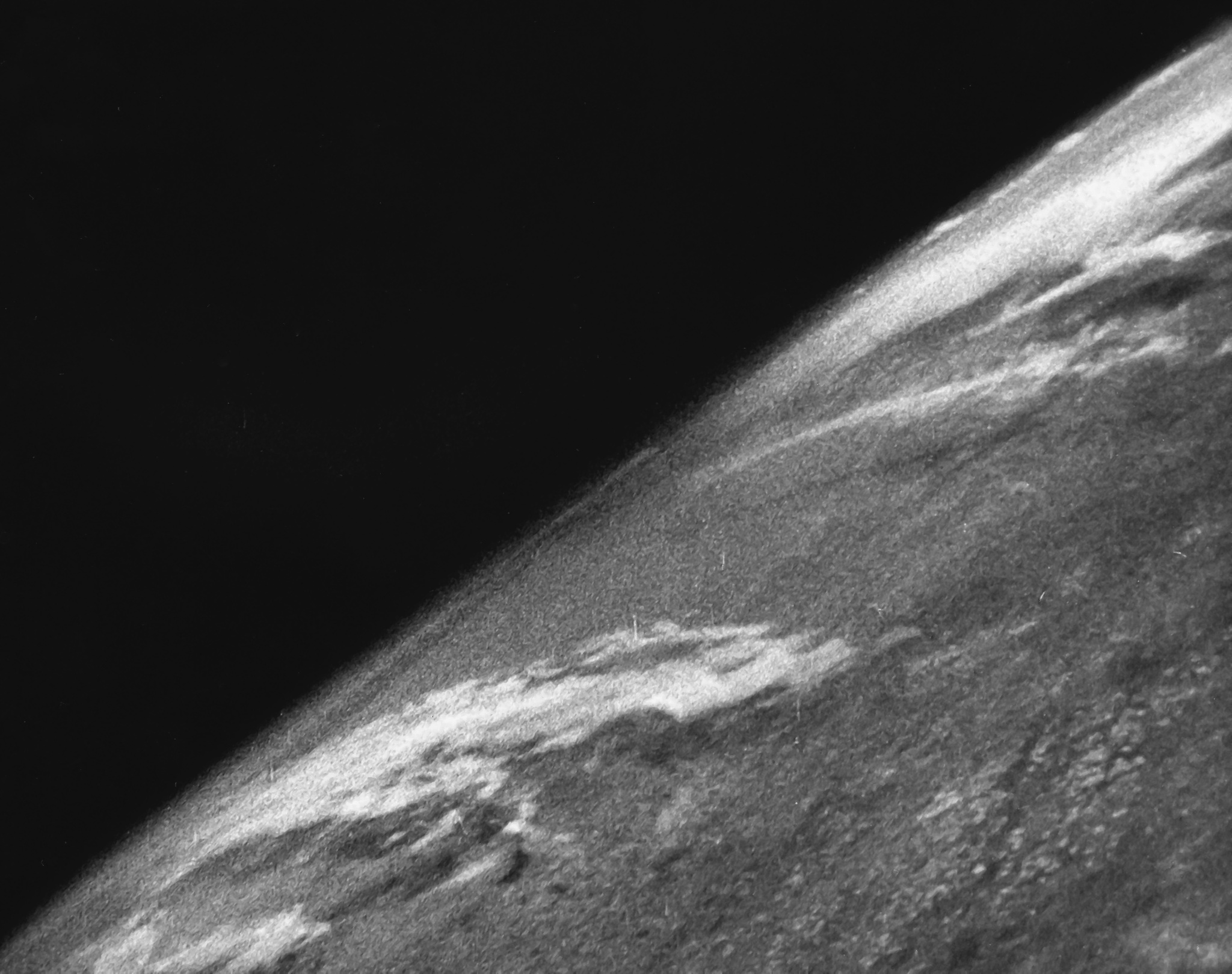
Op 24 oktober 1946 nam een V2 de eerste foto's vanuit de ruimte.

Toen de Tweede Wereldoorlog was afgelopen, namen de Sovjets en Amerikanen vele raketgeleerden uit Duitsland mee. Ook brachten ze grote aantallen V2's over. Voor de Sovjets en de Amerikanen was dat het begin van de ruimtevaart. Veel V2's werden getest en bestudeerd.
Op basis van de ontwerpen voor de V2 ontwierp Wernher von Braun voor de Amerikanen onder meer de Jupiter-C-draagraket, die de eerste Amerikaanse satelliet Explorer 1 in een baan om de aarde bracht. Uiteindelijk kwam Von Braun bij de NASA waar hij bijdroeg aan het ontwerp van de Saturnus V-raket, die Amerikanen naar de maan heeft gebracht.
In de Sovjet-Unie werd tussen 1946 en 1948 de R1, nagenoeg een kopie van de V2, gebouwd. Ook de Russische Scud-raketten zijn op de V2 gebaseerd. In 1991 zou Saddam Hoessein een aantal omgebouwde Scuds gebruiken om Israël en Saoedi-Arabië te bestoken.

### Gebruik als sondeerraket
Veel V2's werden door de Amerikanen gebruikt als sondeerraket. Bij de Russen gebeurde dit in mindere mate, hun V-2A uit 1949 had een plafond van 212 km en een nuttige lading van 860 kg. Gedurende de laatste twee oorlogsjaren had Duitsland concrete plannen om de A-4 te benutten als sondeerraket. Het Onderzoeksinstituut voor Stratosfeerfysica ontwikkelde speciale instrumenten voor metingen van luchtdruk, temperatuur en ultraviolette en kosmische straling op diverse hoogtes. Ook ontwierp het uitrusting voor het nemen van luchtmonsters. Er vonden twee testlanceringen (zonder instrumenten) plaats om ervaring op te doen, maar door de verslechterende oorlogssituatie bleef het hierbij.

### Beperkt bereik
In die tijd beschikte men niet over de middelen om goed onderzoek in de bovenste atmosfeerlagen te verrichten. Rond 1945 hadden meermotorige vliegtuigen een vliegplafond van 8–10 km, sondeerballonnen bereikten in het gunstigste geval een hoogte van 32 km. Met "rockoons", sondeerraketten die via luchtballonnen op 30 km hoogte werden gelanceerd, bereikte de VS in 1952 een hoogte van 100 km met een nuttige lading van 9 kg. In de herfst van 1945 beschikten de Amerikanen over genoeg onderdelen voor 100 A-4's, opgeslagen op de White Sands Proving Ground in New Mexico. Hier deed men stralingsmetingen en bekeek de omstandigheden in de bovenste luchtlagen. Bijkomend doel van deze basis was het trainen van civiel en militair personeel in het bouwen, checken en lanceren van raketten.

### Lanceringen, instellen UARP
De eerste A-4-lancering met wetenschappelijke instrumenten aan boord vond plaats op 10 mei 1946. Deze raket bereikte een hoogte van 112 km met een kosmische stralingsmeter aan boord. Deze vlucht werd datzelfde jaar gevolgd door enige andere pogingen; het succespercentage lag op 50%. Niet indrukwekkend, maar de voortschrijdende stand der techniek zorgde al spoedig voor betere resultaten. Hierdoor nam het aantal aanvragen om instrumenten mee te laten vliegen sterk toe. Zowel de industrie, de strijdkrachten, universiteiten en onderzoekscentra toonden grote belangstelling; de beschikbare ruimte was echter beperkt. Op 16 januari 1947 zag daarom UARP (Upper Atmosphere Research Panel) het levenslicht. Die beoordeelde alle aanvragen en stelde prioriteiten.

### Project Blossom en Bumper

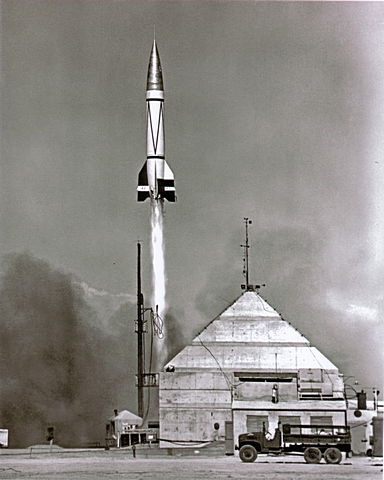
Blossom IV-B bracht op 14 juni 1949 de eerste aap (Albert II) in de ruimte.

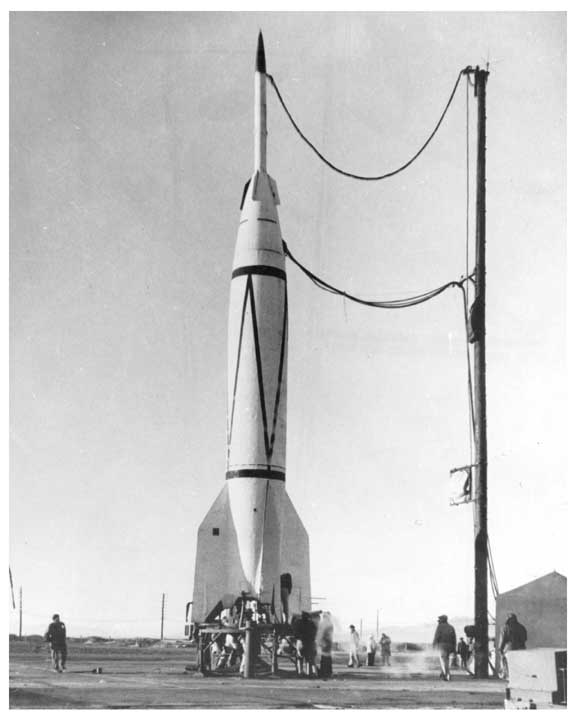
Bumper no.5 voor de lancering

Zeven speciaal aangepaste A-4's namen deel aan Project Blossom. Opdrachtgevers waren Air Material Command van de Amerikaanse luchtmacht en het Aero-Medical Laboratory. Deze vluchten voerden geen instrumenten mee, maar in de neuskegel zat een bus voorzien van een lintenparachute. Die maakte zich los om een zachte landing te maken. In de bus zaten diverse planten en dieren, waaronder insecten, muizen en apen. Men bekeek de uitwerking die de kosmische straling op zeer grote hoogte op levende organismen heeft. Veel resultaten leverde dit niet op. Door aanhoudende problemen met zowel parachute als uitwerpmechanisme vielen de meeste passagiers te pletter.
Kolonel Holger N. Toftoy vatte het idee op, de A-4 te voorzien van een tweede trap. Zo kwamen hoogtes binnen bereik, die voor een A-4 alleen onbereikbaar waren. De WAC-Corporal, een 300 kg wegende sondeerraket, werd gebruikt als tweede trap. Deze versie van de A-4 heette Bumper. Tussen 1947 en 1950 vonden acht lanceringen plaats en de luchtmacht deed hiermee de eerste ervaringen met meertrapsraketten op. Diverse vluchten waren voorzien van thermometers en stralingsmeters, die onderzoekers een eerste blik boden op de omstandigheden op deze grotere hoogten. Op 24 februari 1949 koos Bumper no. 5 het luchtruim en bereikte een hoogte van 393 km, destijds een record.

## Divers
- Als echte raket was de V2 een wezenlijk ander wapen dan de eerder ontwikkelde V1, die eigenlijk meer een onbemand straalvliegtuig was.
- Raket naar de maan: De raketten in de Kuifje-albums Mannen op de maan en Raket naar de maan doen erg aan de V2 denken. Dit is geen toeval: de raket was door Hergé inderdaad gemodelleerd naar de Duitse V2.
- Medewerkers van de lanceerploegen tapten de alcoholische brandstof af om er drank van te stoken. Om dit te voorkomen werd er al snel een roze kleurstof aan de ethanol toegevoegd om deze ondrinkbaar te maken. De soldaten vonden al snel een methode uit om die eruit te filteren. Vervolgens werd er methanol aan toegevoegd wat tot lichamelijke klachten van diarree tot verlies van zicht leidde en ook sommigen het leven kostte.[8]